# Gut Liethe

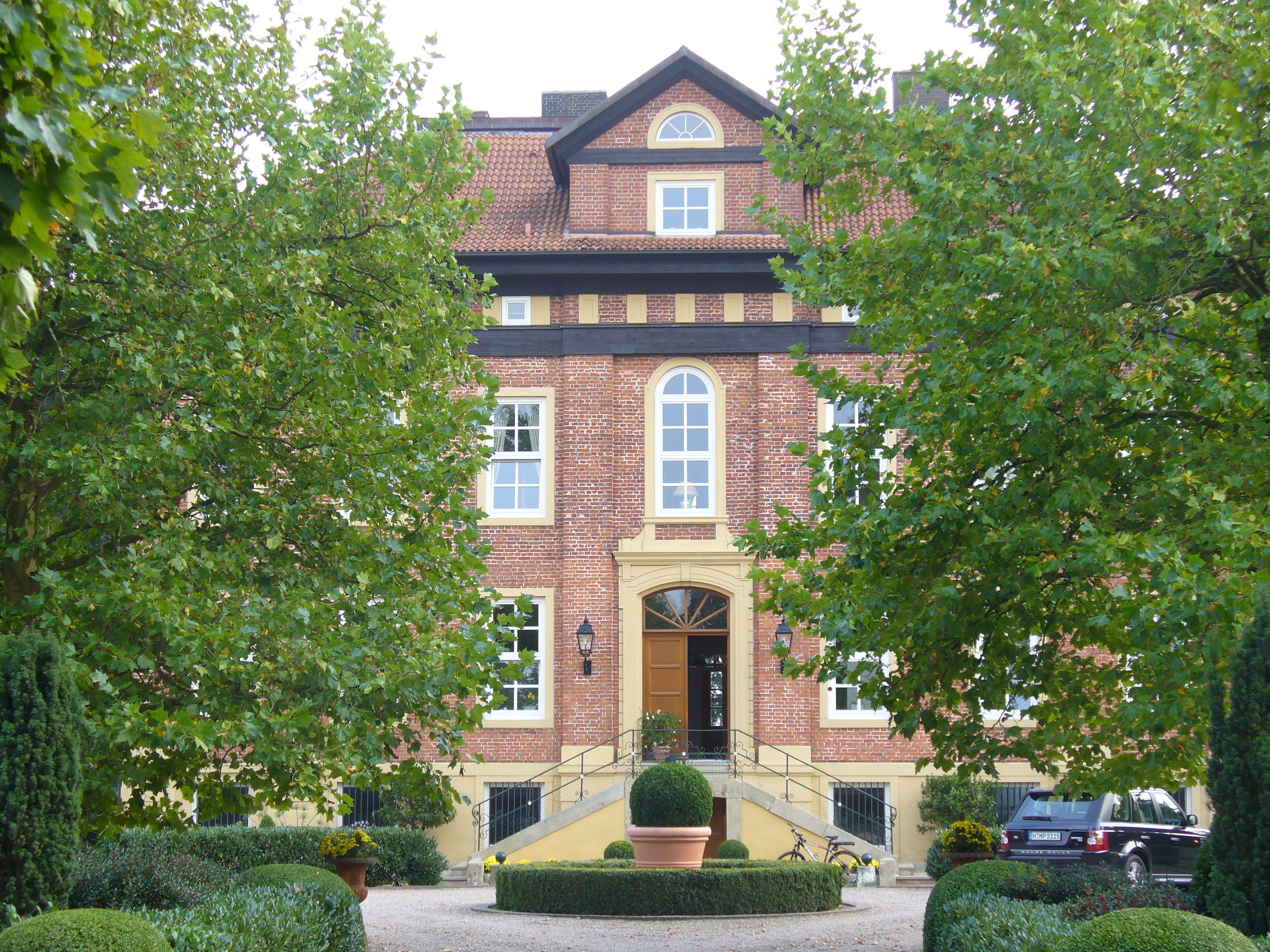
Das 1840 auf alten Subkonstruktionen errichtete Herrenhaus des Landgutes Liethe

Das ehemalige Rittergut Liethe ist ein bereits im 15. Jahrhundert erwähntes ehemaliges Vorwerk und heute denkmalgeschütztes Ensemble aus Herrenhaus und Gartendenkmal. Standort der Gutsanlage ist das Gelände an der Westaue in Liethe, wenige Gehminuten nordöstlich von Blumenau entfernt, einem Stadtteil von Wunstorf.

## Geschichte und Beschreibung
Im 13. Jahrhundert wurde das erste Haus errichtet.
Das Rittergut Liehte wurde im Jahr 1447 in einer Verkaufsurkunde der Grafen von Roden-Wunstorf erwähnt.
Das Gut diente später als Vorwerk von Blumenau und den Welfen als Sitz für das Amt Blumenau.
1557 wurde es mit einem festen Haus (anstelle des 1. Hauses) bebaut. Doch erst im frühen 18. Jahrhundert, mit dem Übergang des Hofes an die Brüder von Hugo, wurde die Anlage herrschaftlich und in der Gartenausgestaltung barock ausgebaut: So wies das vor dem Jahr 1720 vollendete Landgut ursprünglich einen Wirtschafts- und einen daran anschließenden Ehrenhof auf. Um diesen gruppierten sich das Herrenhaus, Kavaliersgebäude sowie eine Orangerie.
1670 wurde das 3. Haus (anstelle des 2. Hauses) errichtet.
Auf den Karten der Kurhannoverschen Landesaufnahme von 1782 wurde die das Rittergut Liehte als „Adels=Hof von Hugo“ bezeichnet.
1817 erwarb der spätere General Ludwig von dem Bussche das Rittergut Liethe.
1840 wurde das aktuelle Haus auf den Kellerräumen des Gebäudes von 1670 errichtet.
1848 besuchte seine Majestät Ernst August I., König von Hannover, das Rittergut Liethe.
Von den damaligen Gebäuden haben sich nur zwei der immer wieder erneuerten Wirtschaftsgebäude sowie das Herrenhaus erhalten, das in seiner heutigen Gestalt jedoch erst 1840 auf einer alten Unterkonstruktion errichtet wurde. Das mächtige Herrenhaus aus Ziegelsteinen mit Lisenen weist sieben Achsen auf und zeigt sich an der Fassadenfront mit einer Lukarne unter flachem Giebel. Insbesondere die Rückseite des Gebäudes mit dem breit angelegten Mitteltravée und dem repräsentativen Gartensaal entspricht dem in der Region Hannover in dieser hochwertigen Bauausführung ansonsten kaum zu findenden strengen Formenempfinden des späten Klassizismus.
Die Gartenseite des Herrenhauses führte zeitweilig über eine geschwungene, zweiläufige Freitreppe in den Park, von dessen ursprünglich formal barocken Gestaltung jedoch nur noch „[...] lang gezogene Teiche als Rudimente einer Graft gegen die Aue berichten“.
Etwa zur gleichen Zeit wie der Neubau des Herrenhauses soll der Park des Landgutes um 1840 durch den Gartenkünstler Christian Schaumburg umgestaltet worden sein. Eine zeitgenössische Schriftquelle berichtete von den Staffagen einer Grotte sowie von einer Gartenlaube, die unterdessen allerdings ebenso wie ein kleines Lusthaus aus Fachwerk verloren gingen.
1947–1963 war die DEULA – Deutsche Landwirtschaftliche Akademie – Eigentümer des Anwesens.
1968–1990 war die Bundeswehr auf dem Anwesen stationiert.
Seit 1994 befindet sich das Gut Liethe wieder in Privateigentum.
1994–1995 wurde das Herrenhaus behutsam saniert und um jüngere Neben- und Anbauten reduziert. Das Herrenhaus befindet sich inmitten eines weitläufigen Parks mit zwei Wäldern.

## Archivalien
Archivalien von und über das Gut Liethe finden sich beispielsweise
- als undatierte Karte vom Lauf der Aue bei Liethe (circa 19. Jahrhundert) im Niedersächsischen Landesarchiv (Standort Hannover), Signatur 12 f Liethe 1 pg;[1]
- aus der Laufzeit von 1845 bis 1848 unter dem Titel Ablösung des dem Gut Liethe zustehenden Zehnten von Kirchenländereien vor Neustadt a. Rbge., im Archiv der Region Hannover, Signatur Dep. NRÜ I 349[3]
- als kolorierte Handzeichnung auf Karton 48 × 64 cm von C. Alpers aus dem Jahr 1877, Mappe unter dem Titel Gut Liethe bei Wunstorf (Hannover) (mit Erläuterungen zur Geschichte), im Landesarchiv Sachsen-Anhalt, Benutzungsort Dessau, in der Sammlung 26; Darstellungen von Gutshäusern, Schlössern und Burgen in Nordwestdeutschland (1877), Signatur Slg. 26, III/6 (früher: Mappe 169, Nr. 6)[4]